# 加沃伊迪亞鄉
加沃伊迪亞鄉（羅馬尼亞語：Comuna Gavojdia, Timiș），是羅馬尼亞的鄉份，位於該國西部，由蒂米什縣負責管轄，面積75平方公里，海拔高度143米，2018年人口2,859，人口密度每平方公里38人。